# Johannes Zellweger-Sulser

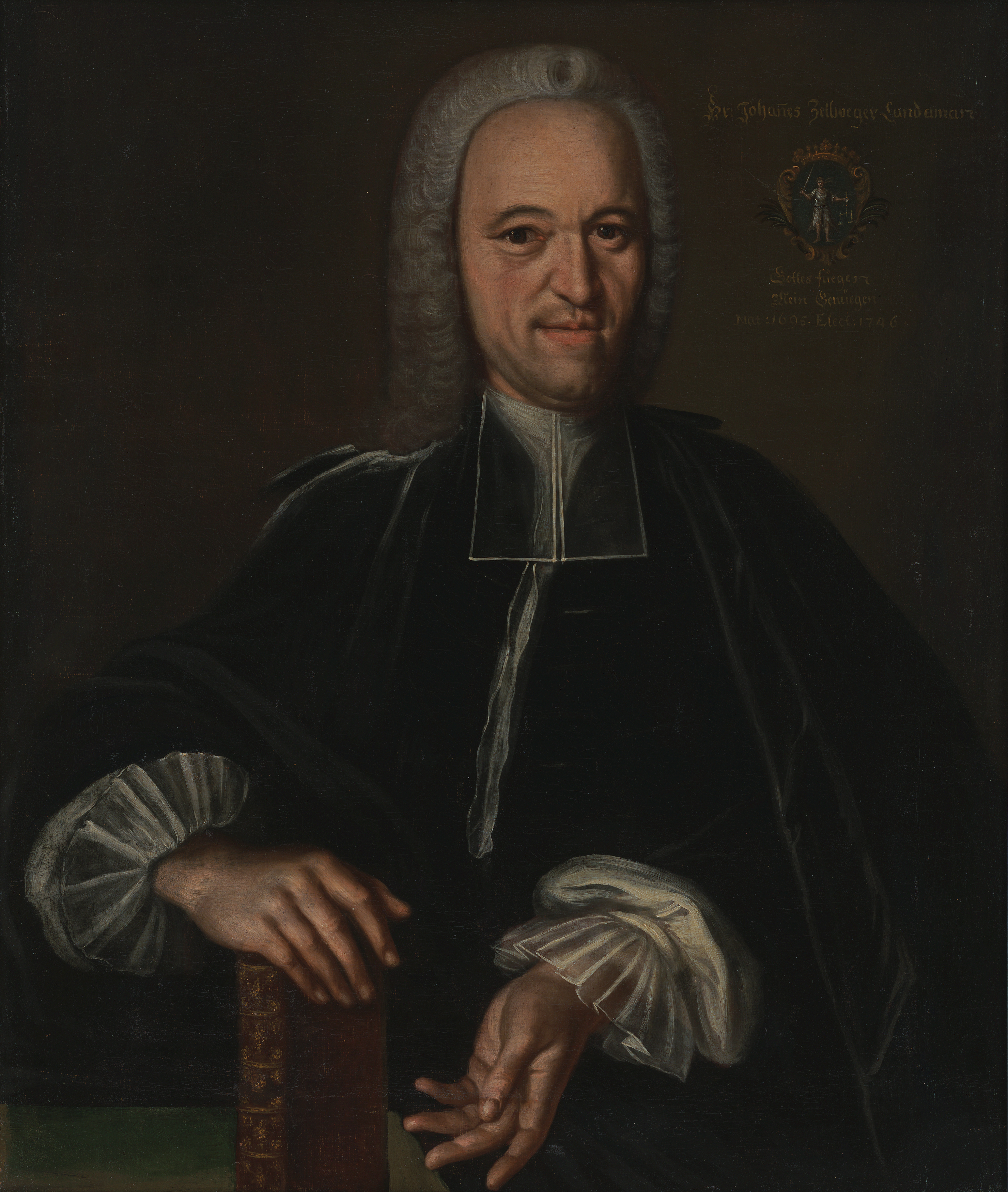
Johannes Zellweger-Sulser, Landammann von Appenzell Ausserrhoden, Gemälde von Johann Georg Koch

Johannes Zellweger-Sulser (* 14. August 1695 in Trogen; † 11. Februar 1774 ebenda; heimatberechtigt in Trogen) war ein Schweizer Kaufmann, Textilunternehmer, Ratsherr, Landeshauptmann und Landammann aus dem Kanton Appenzell Ausserrhoden.

## Leben
Johannes Zellweger-Sulser war ein Sohn von Conrad Zellweger und ein Bruder von Laurenz Zellweger. Im Jahr 1719 heiratete er Ursula Sulser, Tochter des Jakob Sulser, Speditionsunternehmer und Landammann.
Er besuchte Schulen in Lyon und absolvierte die kaufmännische Ausbildung im väterlichen Handelshaus. 1722 trat er in die väterliche Firma ein. Zellweger führte diese ab 1726 mit seinem Bruder Conrad Zellweger. Die Gebrüder Zellweger bauten mit Hilfe der verschwägerten Gebrüder Sulser in Azmoos Filialen in Barcelona und Lyon auf.
Von 1741 bis 1744 war er Ratsherr in Trogen. Ab 1744 bis 1745 amtierte er als Ausserrhoder Landeshauptmann und von 1745 bis 1747 als Landammann. 1755 trennte sich Zellweger vom Bruder. Er nahm die Söhne Jakob Zellweger und Johannes Zellweger sowie 1757 den Schwiegersohn Sebastian Honnerlag in das Unternehmen Gebrüder Zellweger & Compagnie auf. Dieses war nun auch im Baumwollgeschäft und ab den 1760er Jahren im Handel mit Stickereien tätig. 1768 zog er sich ins Privatleben zurück.